# Lator-patak
A Lator-patak (más néven Tardi-patak vagy Nád-ér)  a Bükk-vidéken ered a Kő-völgyben Tardi-patak néven (az Egri-Bükkalján, Tard településtől északra, Borsod-Abaúj-Zemplén vármegyében), mintegy 290 méteres tengerszint feletti magasságban. Tardnál a Cserépváraljai-patak torkollik bele. A patak Tard községen keresztülfolyva déli, majd délkeleti irányban halad, majd Mezőnagymihály községtől délre éri el a Csincse-patakot. Mezőkeresztestől Nád-ér a neve. A patak része az Eger–Laskó–Csincse-vízrendszernek és ezen belül az Eger-patak vízgyűjtő területéhez tartozik.

## Lefolyása

### Vízrajzi adatai
A patak teljes hossza 28,5 km. Vízgyűjtő területe 55,5 km2. Átlagos vízhozama Tardnál a Cserépváraljai-patak torkolatánál (vízgyűjtője idáig 21 km2) 0,06 m3/s, a Csincse övcsatornába való betorkollásánál 0,09 m3/s (ugyanitt a legkisebb vízhozama 0, a legnagyobb 20 m3/s). Alsó szakasza időszakos vízhozamú. Az év nagyobbik részében száraz a medre.

### Nád-ér
A Nád-ér a Lator-patak csatornázott alsó szakasza. Mezőkeresztestől a Csincse övcsatornába való betorkollásáig tart. Hossza 10,536 km.

## Állatvilága
A patak halfaunáját a következő halak alkotják: domolykó (Leuciscus cephalus), ezüstkárász (Carassius gibelio), kövi csík (Barbatula barbatula), razbóra (Pseudorasbora parva), réti csík (Misgurnus fossilis), tiszai küllő (Gobio carpathicus), vágó csík (Cobitis elongatoides).

### Boltozott kőhidak

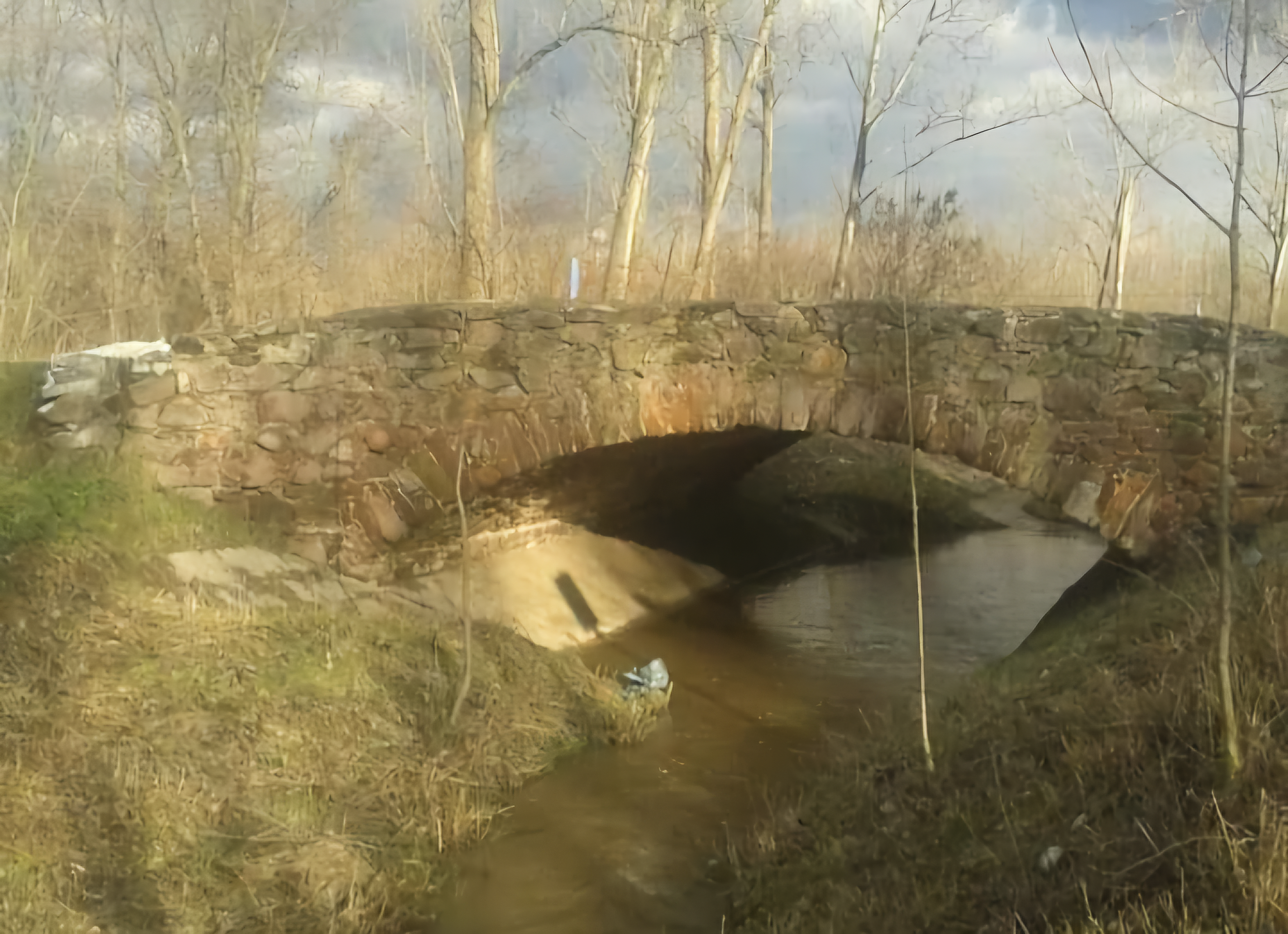
A 3-as főutat Tard községgel összekötő 25 113 sz. út hídja (19.század eleje).

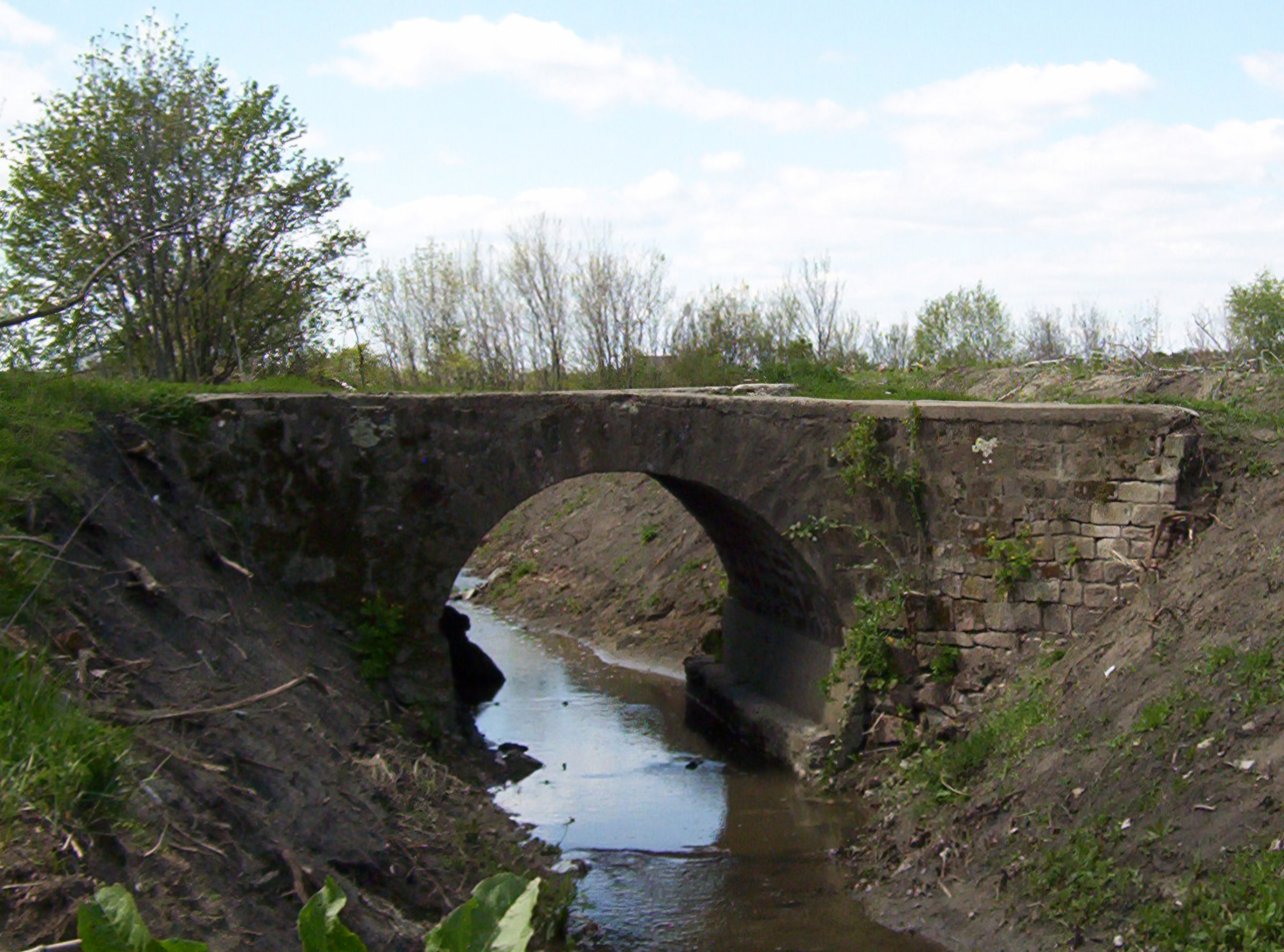
1900 előtt épült híd a Tardi-patakon, Mezőkeresztes külterületén.

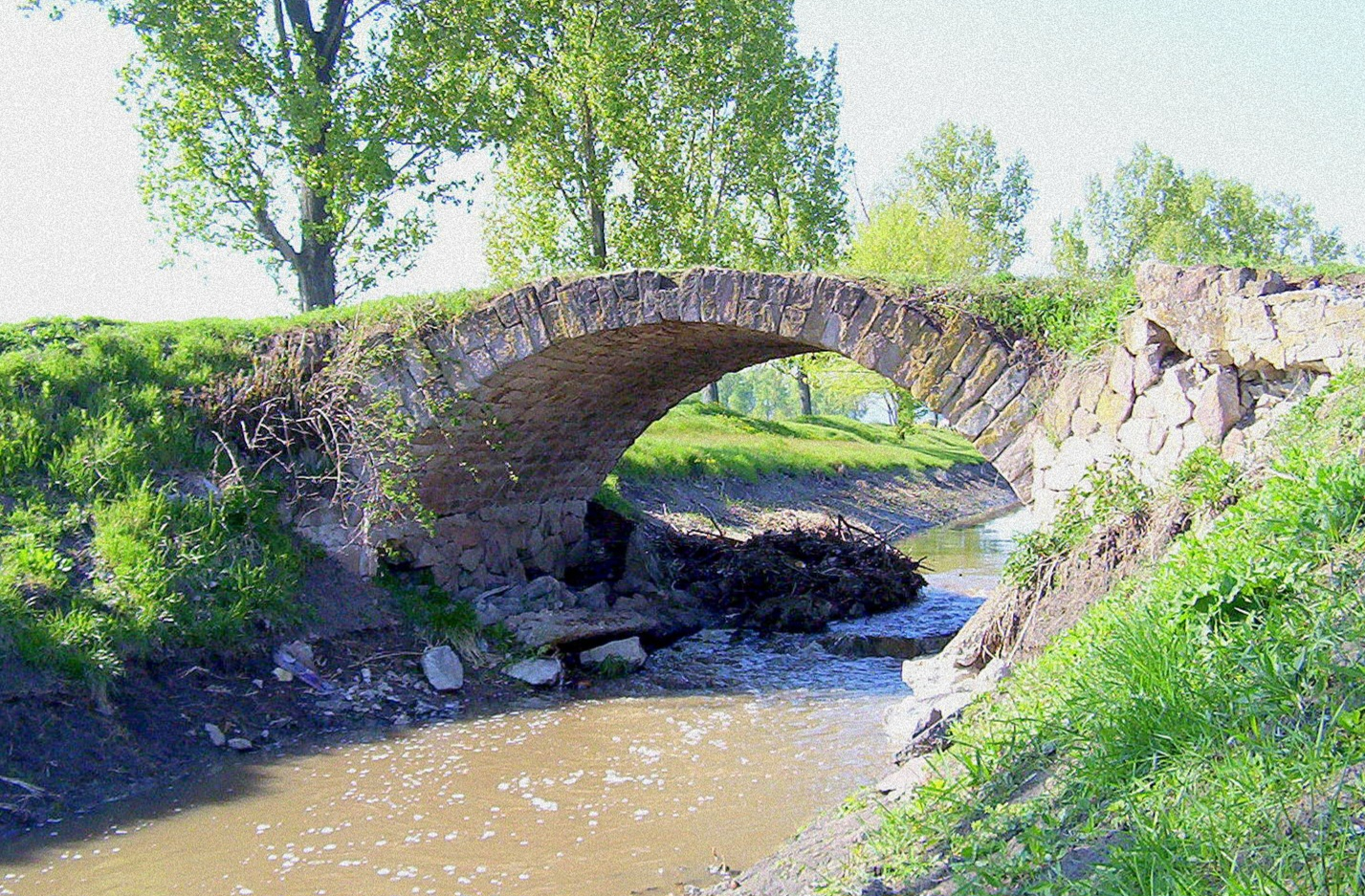
Boltíves híd, Keresztespüspöki (1890 körül).

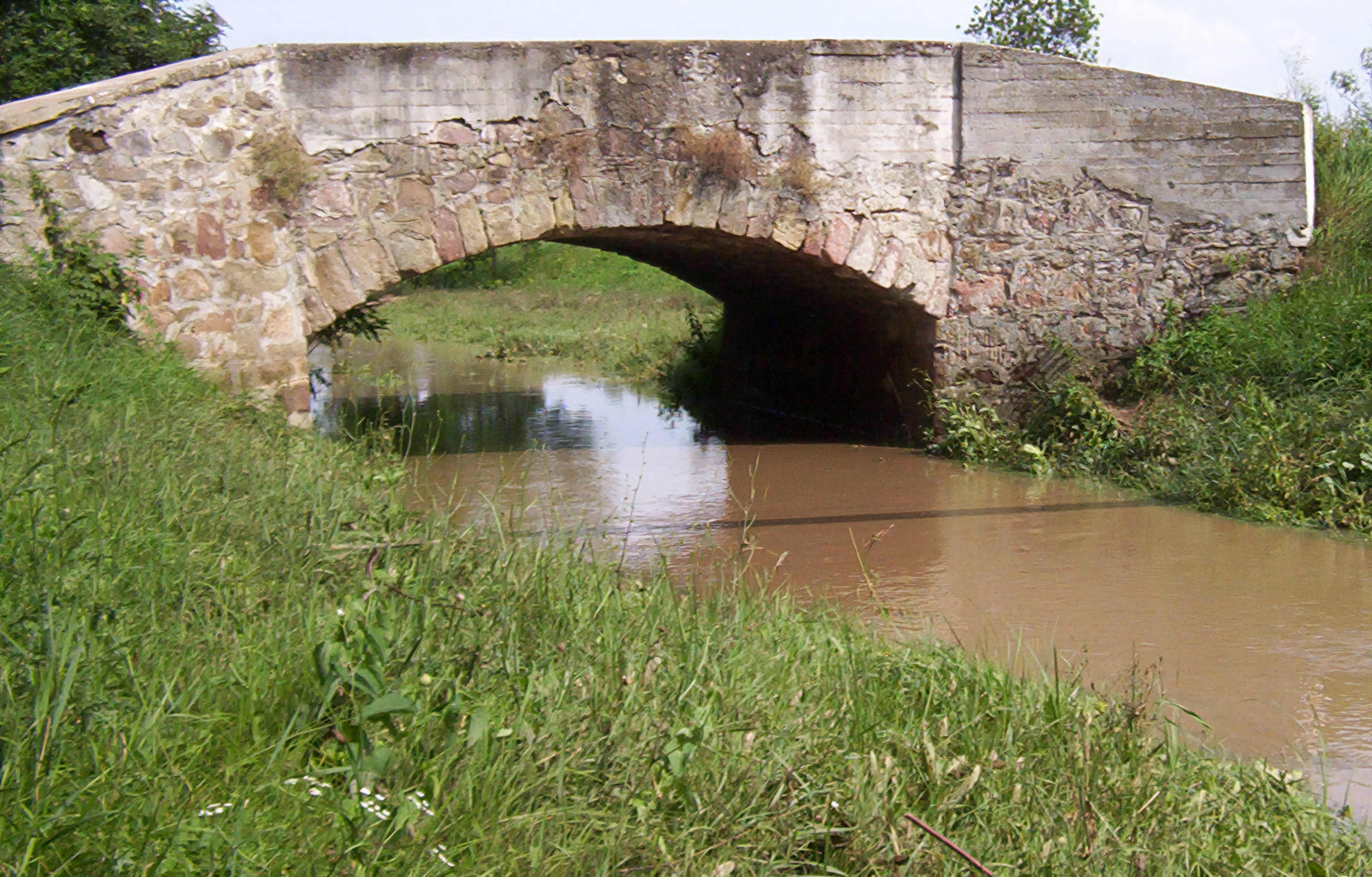
A 3304-es út hídja Keresztespüspökinél (19.század eleje).

## Partmenti települések
- Tard
- Mezőkeresztes